# Biofiltracja
Biofiltracja – biologiczna metoda oczyszczania gazów z zanieczyszczeń organicznych. Polega na przepuszczaniu gazów wraz z zanieczyszczeniami przez złoże stałe, organiczne, nawilżone, będące siedliskiem mikroorganizmów.
Mechanizm procesu:
- I etap – absorpcja składników gazowych w środowisku mokrym,
- II etap – przyswajanie przez bakterie substancji rozpuszczonych,
- III etap – przemiany chemiczne wewnątrz komórek stymulowane przez enzymy wewnątrzkomórkowe.

Biofiltracja jest szczególnie przydatna w procesie dezodoryzacji gazów odlotowych (oczyszczalnie ścieków, kompostownie, produkcja mączki rybnej, przemysł przetwórczy, spożywczy i chemiczny).
W procesie mogą brać udział:
- bakterie heterotroficzne (cudzożywne) – pobierają substancje odżywcze i energię z rozkładu związków organicznych,
- bakterie autotroficzne (samożywne) – pobierają węgiel aktywny z CO a energię z utleniania amoniaku lub siarkowodoru,
- inne mikroorganizmy.